# Aristobia hispida
Aristobia hispida  (лат.) — вид жуков-усачей рода Aristobia из подсемейства Lamiinae. Обнаружены в юго-восточной Азии (Вьетнам, Китай, Тайвань). Среднего размера жуки: длина тела от 20 до 30 мм.  Вид был впервые описан в 1853 году под названием Cerosterna hispida британским энтомологом Уильямом Уилсоном Сондерсом. В 1868 году включён в состав рода Aristobia.

## Кормовые растения
Приведены в соответствие с каталогом Titan:
- Хвойные
  - Cupressaceae: Cunninghamia lanceolata, род Cupressus;
  - Pinaceae: Pinus massoniana;
- Покрытосеменные
  - Anacardiaceae: Rhus vernicifera;
  - Euphorbiaceae: Vernicia fordii;
  - Fabaceae: Amorpha fruticosa, Dalbergia balansae, Dalbergia sissoo, Lespedeza bicolor;
  - Fagaceae: Castanea mollissima, род Quercus;
  - Juglandaceae: Juglans regia, Platycarya strobilacea, Pterocarya stenoptera;
  - Lauraceae: Cinnamomum burmannii;
  - Mimosaceae: род Acacia;
  - Moraceae: Morus alba;
  - Oleaceae: Ligustrum lucidum, Olea europaea;
  - Poaceae: род Bambusa;
  - Rosaceae: Prunus persica;
  - Rutaceae: род Citrus;
  - Ulmaceae: род Celtis.